# Rachel Leclerc
Pour les articles homonymes, voir Leclerc.
Rachel Leclerc, née en Gaspésie le 9 juillet 1955, est une romancière et poète québécoise.

## Biographie
Auteure majeure du Québec, Rachel Leclerc est née le 9 juillet 1955 à Nouvelle, en Gaspésie, dans une famille de sept enfants. Elle quitte le village natal en janvier 1963, après le décès de sa mère. Une succession de déménagements la mènent alors, en compagnie de sa sœur, dans plusieurs villes et villages du Bas-du-Fleuve. Par la suite, elle passe quatre ans à Rimouski, où elle entame des études universitaires durant lesquelles elle suit un atelier d’écriture animé par le poète Michel Beaulieu. Ce dernier l’encourage à s’installer à Montréal, ce qu’elle fera dès 1979. En 1983, un premier voyage à Paris lui permet de rencontrer le poète Eugène Guillevic et Lucie Albertini. Ils l’invitent à leur appartement, et elle y passera une dizaine de jours. En 1984, elle obtient une maîtrise en Études littéraires de l’UQAM,,.
Poète et romancière, elle publie plusieurs recueils de poésie aux Éditions du Noroît : Fugues (1984), Vivre n'est pas clair (1986), Les Vies frontalières (1991), Rabatteurs d'étoiles (1994), Je ne vous attendais pas (1998) ainsi que La chambre des saisons (2021) suivi de Demains aux Écrits des Forges en 2007. Aux Éditions du Boréal, elle publie cinq romans : Noces de sable (1995), Ruelle Océan (2001), Visions volées (2004), La patience des fantômes (2011) ainsi que Le chien d'ombre (2013) suivi de Bercer le loup aux Éditions Leméac en 2016,,,,,.
Récipiendaire de nombreux prix littéraires importants, elle reçoit notamment le Prix Émile-Nelligan, le Prix Alain-Grandbois, le Prix Jovette-Bernier, le Prix littéraires Radio-Canada, le Prix Hervé-Foulon, le Prix du Festival de la Poésie de Montréal ainsi que le Prix Henri-Queffélec,.
Active sur la scène littéraire québécoise, elle participe également au rayonnement de la littérature à l'international. Elle participe notamment à la Rencontre québécoise internationale des écrivains, au Festival de poésie de Namur, au Salon des Auteurs à Morges en Suisse et donne plusieurs lectures en France et en Belgique.
En 2007, elle est écrivaine en résidence à l’Université du Québec à Montréal puis au Camp littéraire Félix. La même année, elle commence à collaborer comme critique de poésie au magazine Lettres Québécoises, activité qui se poursuivra jusqu’en 2020.
En 2016, retraitée de son travail de rédactrice dans le domaine du sous-titrage, elle retourne vivre en Gaspésie, au bord de la Baie-des-Chaleurs. Elle vit à Carleton-sur-mer,.

## Œuvres

### Poésie
- Fugues, avec deux dessins de Martin Cormier, Montréal, Les Éditions du Noroît, 1984, 61 p.  (ISBN 289018093X)
- Vivre n'est pas clair, avec un dessin de Normand Poiré, Montréal, Les Éditions du Noroît, 1986, 88 p.  (ISBN 2890181375)
- Les Vies frontalières, avec cinq tableaux de Suzanne Grisé, Montréal, Les Éditions du Noroît, 1991, 100 p.  (ISBN 2890182290)
- Rabatteurs d'étoiles, Montréal, Les Éditions du Noroît, 1994, 73 p.  (ISBN 2-89018-296-7) [Réédition : Rabatteurs d'étoiles, préface de Michel Van Montréal, Les Éditions du Noroît, 2002, 79 p.  (ISBN 2-89018-480-3)], [Réédition : Rabatteurs d'étoiles, préface de Michel Van Montréal, L'Hexagone, 2003, 74 p.  (ISBN 2-89006-701-7)]

- Je ne vous attendais pas, Montréal, Les Éditions du Noroît, 1998, 64 p.  (ISBN 2-89018-419-6)
- L'ourse, lithographies de Daniel Sylvestre, Montréal, La Courte échelle, 2002, 37 p.  (ISBN 2-89021-556-3)
- Demains, Trois-Rivières, Écrits des Forges, Montreuil-sur-Mer, Écrits du Nord/Éditions Henry, 2007, 86 p.  (ISBN 978-2-89645-022-0 et 978-2-901245-58-2)
- La chambre des saisons, Montréal, Les Éditions du Noroît, 2021, 174 p.  (ISBN 9782897663032, 9782897663049 et 9782897663056)

### Romans
- Noces de sable, Montréal, Boréal, 1995, 219 p.  (ISBN 2890527026) [Réédition : Noces de sable, Montréal, Boréal, 2011, 219 p.  (ISBN 9782890527027, 9782764620779, 9782764630778 et 9782764640777)]
- Ruelle Océan, Montréal, Boréal, 2001, 168 p.  (ISBN 2-7646-0085-2) [Réédition : Ruelle Océan, Montréal, Boréal, 2013, 168 p.  (ISBN 9782764622780)
- Visions volées, Montréal, Boréal, 2004, 275 p.  (ISBN 2-7646-0305-3 et 9782764603055)
- La patience des fantômes, Montréal, Boréal, 2011, 259 p.  (ISBN 9782764620816, 9782764630815 et 9782764640814)
- Le chien d'ombre, Montréal, Boréal, 2013, 283 p.  (ISBN 9782764622773, 9782764632772 et 9782764642771)
- Bercer le loup, Montréal, Éditions Leméac, 2016, 188 p.  (ISBN 9782760947290)

### Collaborations
- Chapeaux perdus, avec un dessin de Lucie Robert, impression et reliure par Jacques Fournier, Montréal, Éditions Roselin Gilles Bédard, 1996, n.p.  (ISBN 2-921751-07-0)
- Et dans cette profondeur, je t'aurais aimé dans Frontière belge : résidences secondaires II, sous la direction de Claude Delmas, La Tour-d'Aigues, Éditions de l'Aube, 1996, 135 p.  (ISBN 2-87678-312-6)
- L'ourse, lithographies de Daniel Sylvestre, Montréal, La Courte échelle, 2002, 37 p.  (ISBN 2-89021-556-3)

## Prix et honneurs
- 1991 - Récipiendaire : Prix Émile-Nelligan (Pour Les Vies frontalières)[10],[11]
- 1991 - Récipiendaire : Prix Jovette-Bernier (Pour Rabatteurs d'étoiles)[10],[12]
- 1991 - Finaliste : Prix du Gouverneur général (Pour Les Vies frontalières)[13]
- 1994 - Finaliste : Prix du Gouverneur général (Pour Rabatteurs d'étoiles)[2]
- 1994 - Récipiendaire : Prix Alain-Grandbois (Pour Rabatteurs d'étoiles)[2]
- 1995 - Récipiendaire : Grand prix Henri-Queffélec (Pour Noces de sable)[14]
- 1995 - Récipiendaire : Prix du Festival du Premier roman de Chambéry (Pour Noces de sable)[2]
- 2001 - Finaliste : Prix du Gouverneur général (Pour Ruelle Océan)[2]
- 2001 - Finaliste : Prix des libraires (Pour Ruelle Océan)[2]
- 2004 - Finaliste : Grand Prix du livre de Montréal (Pour Visions volées)[2]
- 2004 - Finaliste : Prix des libraires (Pour Visions volées)[2]
- 2004 - Finaliste : Prix de la société des écrivains canadiens (Pour Visions volées)[2]
- 2006 - Récipiendaire : Prix littéraires Radio-Canada[15]
- 2008 - Récipiendaire : Prix des lecteurs du Marché de la poésie de Montréal  (Pour Demains)[2]
- 2008 - Finaliste : Prix Estuaire Saint-Sulpice (Pour Demains)[2]
- 2017- Finaliste: Prix littéraire France-Québec (Pour Bercer le loup)[16]
- 2018 - Récipiendaire : Prix Hervé-Foulon (Pour Noces de sable)[17]